# Det Kongelige Kjøbenhavnske Skydeselskab og Danske Broderskab
Det Kongelige Kjøbenhavnske Skydeselskab og Danske Broderskab er en dansk selskabelig forening, der har sin oprindelse fra Hellig Trefoldigheds Lav udi det danske Kompagni eller Det danske Kompagni, som nævnes første gang 1443 i Christoffer af Bayerns stadsret, og hvis ældste kendte skrå er af 23. maj 1447. Selskabet, som fra 1673 hed Skydekompagniet, fik sit nuværende navn i 1776.
Selskabet havde udelukkende et selskabeligt formål, som det plejede ved drikkelag, dans, majfest, skyden til papegøjen osv. og optog medlemmer af alle samfundsklasser: Kongelige og fyrstelige, adelsmænd, gejstlige, lærde, handelsmænd og håndværkere.
Kompagnihuset lå i det derefter opkaldte Kompagnistræde nu nr. 16, og vendte også ud til Brolæggerstræde (nr. 5). I 1591-92 udvidedes det med en grundmuret bygning ud til Kompagnistræde. Huset, der ligesom den nuværende skydebane i lang tid var "det fine sted" til afholdelsen af bryllupper og gæstebud, blev 1676-79 benyttet til opholdssted for svenske krigsfanger. 1682 blev det solgt og pengene benyttedes til betaling af byens gæld, og i bybranden 1795 forsvandt det helt.
Allerede 1619 fik selskabet en skydebane uden for Vesterport (nu Vesterbrogade 69-71), og senere fik det en anden plads sammesteds, ligesom det efterhånden havde skydebane flere steder, således uden for Nørreport og efter 1746 hos agent Andreas Bjørn på Bjørnsholm på Christianshavn. I 1751 overlod kongen det atter plads uden for Vesterport, hvor det holdt sin første fugleskydning i 1753.
1782-87 blev der rejst en statelig, siden 1926 fredet, bygning for selskabet på Vesterbrogade 59, hvor Københavns Museum havde til huse til 2017. Bygningen i klassicistisk stil blev tegnet af Johan Henrich Brandemann, grundstenen nedlagt 29. januar 1782, og bygningen kunne indvies 10. maj 1787. I 1792 opførte tømrermester Johan Boye Junge en sidefløj, hvorved bygningen fik den ydre form, som den endnu har. Først 1812 blev dog selskabet ejer af grunden, der var henved syv tønder land stor. Det kendes et ikke udført forslag til en bygning for selskabet, udført af G.F. Hetsch.
Senere måttet selskabet i flere omgange afstå noget af grunden: Dels ved Roskildebanens anlæggelse 1847, dels ved gennemførelsen af Istedgade 1886. I 1887 opførtes den store skydemur ud til denne gade (tegnet af Ludvig Knudsen, fredet), ligesom det 1894 frasolgte et vænge, så grunden blev er 48.975 DAL. I 1895-96 foretoges en ombygning af skydebanen; navnlig opførtes hele sidefløjen fra ny og der føjedes en sidefløj til hovedbygningen ind mod haven.
På trods af opførelsen af skydemuren var beliggenheden på Vesterbro dog ikke ideel, og i 1949 erhvervede foreningen landstedet Sølyst i Klampenborg nord for København, hvor den årlige fugleskydning finder sted. Landstedet var i 1948 blevet ombygget til formålet ved arkitekt Robert Hansen. Samtidig overtog Københavns Kommune den gamle skydebane, der blev omdannet til offentlig park og legeplads, mens hovedbygningen blev museum.
Siden 1500-tallet har den danske monark været medlem, således også Margrethe 2. sammen med kronprins Frederik. Foreningen havde i 1906 ca. 260 medlemmer og i 1997 138 medlemmer.
I lokalerne er der ophængt en stor mængde til dels interessante malede medlemsskiver.